# Éber Márk Áron
Éber Márk Áron (Baja, 1981. -) magyar szociológus, habilitált egyetemi docens.

## Életpályája
Szülővárosában végezte általános és középfokú iskoláit. 2001-ben érettségizett a bajai III. Béla Gimnáziumban. Egyetemi tanulmányait a Pécsi Tudományegyetem Bölcsészettudományi Karán (2001–2004), majd az ELTE Társadalomtudományi Karán folytatta. Szociológus diplomát szerzett (2004–2006). Doktori fokozatát az ELTE Szociológia Doktori Programja keretében szerezte meg 2013-ban.
2009 óta az ELTE TáTK Szociológia Tanszékének tanársegéde, 2014 óta adjunktusa. 2011 óta a Helyzet Műhely tagja, 2016 óta az Új Egyenlőség online társadalomelméleti magazin szerkesztője. 2016 és 2021 között az ELTE Angelusz Róbert Társadalomtudományi Szakkollégium igazgatója volt. 2017 óta a Politikatörténeti Intézet és Alapítvány Társadalomelméleti Műhelyének tagja.

## Művei
Publikációs jegyzéke
- A csepp : a félperifériás magyar társadalom osztályszerkezete,
- Mozgalmi társadalom